# Mateusz Kowalski (calciatore 1986)
Mateusz Kowalski (Cracovia, 30 settembre 1986) è un ex calciatore polacco, di ruolo difensore.

## Carriera

### Club
Ad agosto 2008 debutta in Ekstraklasa contro il Górniczy Klub Sportowy Bełchatów. A febbraio 2009 va in prestito al Piast Gliwice. Il 15 marzo 2015 si trasferisce ufficialmente ai norvegesi dell'Ørn-Horten, formazione militante nella 2. divisjon.

## Palmarès

### Club
Mloda Ekstraklasa: 1 
Wisla Cracovia(ME):2007-2008
Ekstraklasa: 2 
Wisla Cracovia:2008-2009, 2010-2011